# سیارک ۲۰۲۴
سیارک ۲۰۲۴ (به انگلیسی: 2024 McLaughlin، نامگذاری:1952UR) دو هزار و بیست و چهارمین سیارک کشف شده‌است که در ۲۳ اکتبر ۱۹۵۲ کشف شد.
قدر مطلق سیارک برابر ۱۲٫۹۰ است.